# Chemische Reinigung

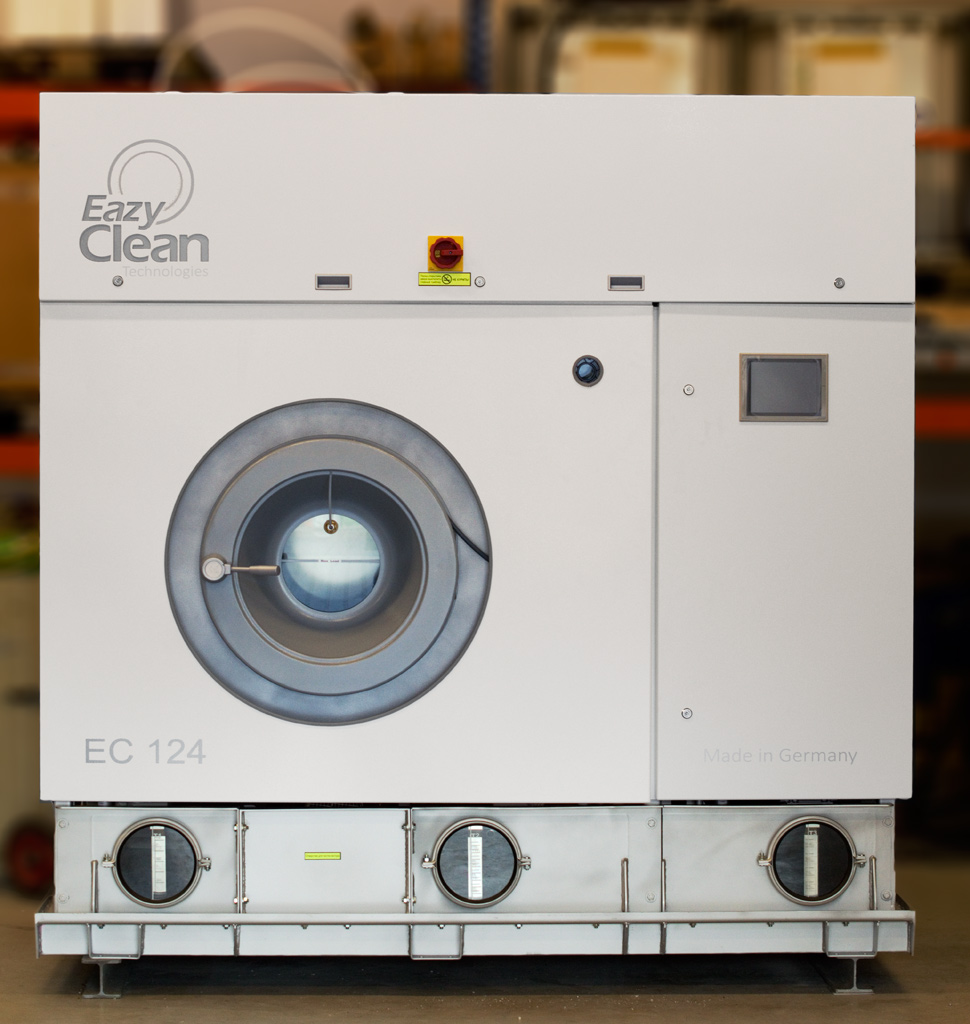
Moderne Trockenreinigungsmaschine

Die chemische Reinigung, auch Trockenreinigung genannt, ist die professionelle Reinigung von Textilien in nichtwässrigen Lösungsmitteln. Bei der chemischen Reinigung quellen die Fasern der Textilie nicht auf, was sie von der wasserbasierten Reinigung in einer Wäscherei sowie von der professionellen Nassreinigung abgrenzt.

## Anwendungsgebiete und Varianten

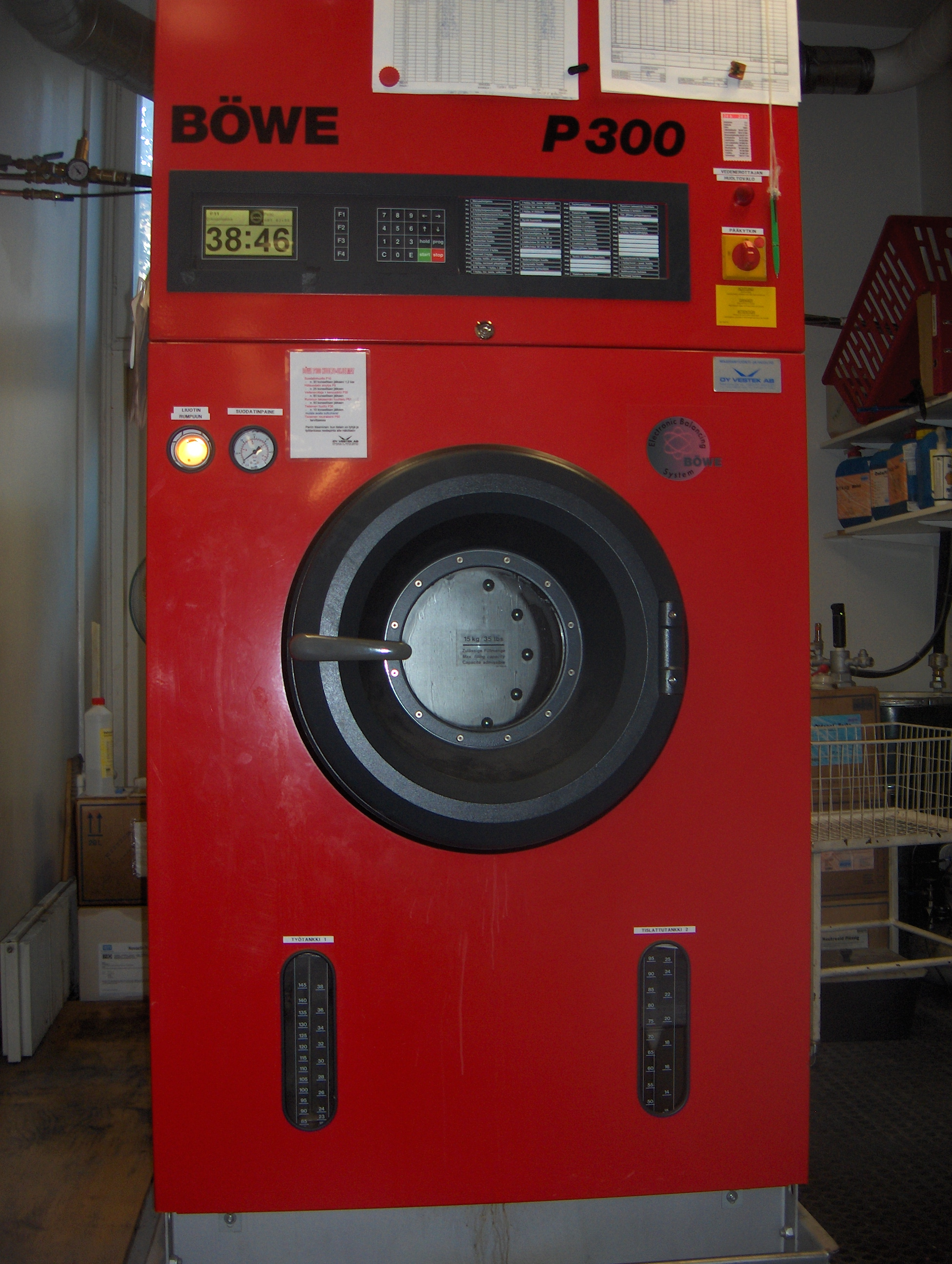
Moderne Trockenreinigungsmaschine

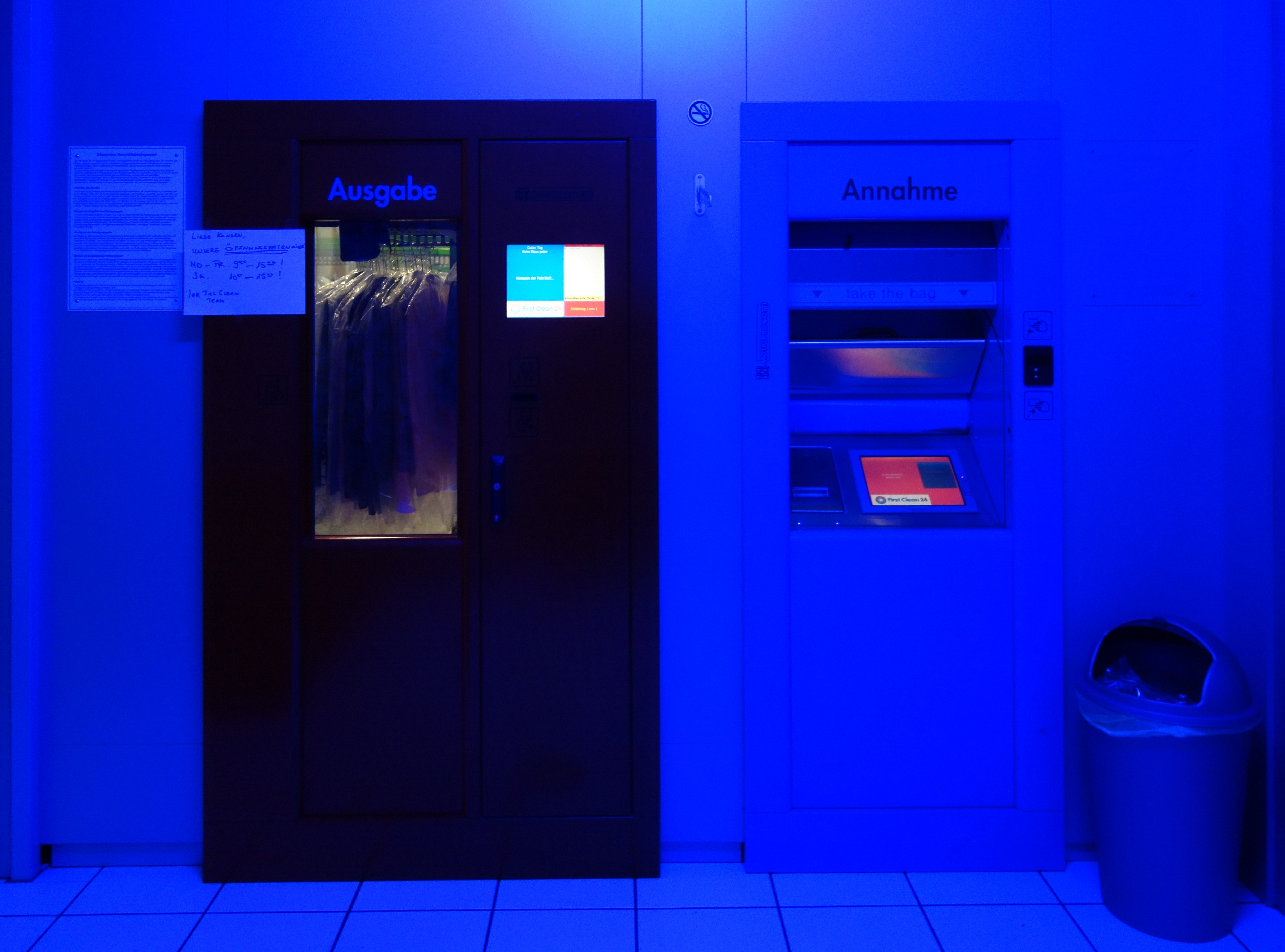
Nachtannahme- und Abholungs-Vorraum in einer Düsseldorfer Reinigung. Das blaue Licht soll Drogenkonsumenten das Setzen von Spritzen erschweren (2020)

Viele Textilien, insbesondere solche, in denen unterschiedliche Textilien verarbeitet sind, wie Anzüge, Kostüme oder Mäntel, lassen sich nur bedingt mit Wasser oder wässrigen Waschlösungen reinigen, da sie sich hierbei verformen oder ihre Farbe verlieren können. Kleidung aus Seide kann ihre Struktur verlieren.

### Kohlenwasserstoff-Lösungsmittel
Besondere Anwendung findet eine Reinigung mit Kohlenwasserstoff-Lösungsmittel (KWL) bei Braut- und Abendkleidern. Perlen, Pailletten und Knöpfe werden mit KWL chemisch nicht beschädigt und verlieren somit keinen Glanz. Flecken müssen vor der Reinigung in einer Reinigungsmaschine mit einem Spezialmittel vorbehandelt werden, damit sie beseitigt werden können. Bei einer Vorbehandlung kann auch festgestellt werden, ob gefärbte Teile ausfärben. Hier sind dann besondere Maßnahmen nötig um ein Abfärben von z. B. roten Kleid-Teilen auf andere Teile (oft weiß) zu vermeiden.

### Organische Lösungsmittel
Solche Textilien werden im Allgemeinen in speziellen Textilpflegebetrieben oder Reinigungen mit (organischen) Lösungsmitteln gereinigt. Welche Reinigungsmittel verwendet werden können, ist als Textilpflegesymbol auf dem Etikett der Textilie vermerkt. Die Pflegekennzeichnung „P“ steht für Perchlorethylen (heutiger Name: „Tetrachlorethen“), „F“ für leichtentzündliches Schwerbenzin (später wurde auch FCKW verwendet, das aber seit 1992 in Deutschland für chemische Reinigung nicht mehr zulässig ist; ersatzweise werden heute wieder Kohlenwasserstoff-Lösungsmittel eingesetzt). Tetrachlorethen ist ein Chlorkohlenwasserstoff (CKW) und umwelt- sowie gesundheitsgefährdend.
Bei der Textilreinigung mit organischen Lösemitteln (P, F) lösen sich hydrophobe Stoffe (Fette, Wachse und Öle) relativ gut. Hier gilt die Faustregel „Ähnliches löst sich in Ähnlichem“. Wasserhaltige Verfleckungen lösen sich jedoch besser bei der Wäsche mit waschmittelhaltigem normalem Wasser. Bei der Textilreinigung mit organischen Lösemitteln kann es so vorkommen, dass nicht sichtbare Verfleckungen (Wasserränder, Eiweiß, Stärke etc.) erst nach der Reinigung sichtbar werden.

## Geschichte

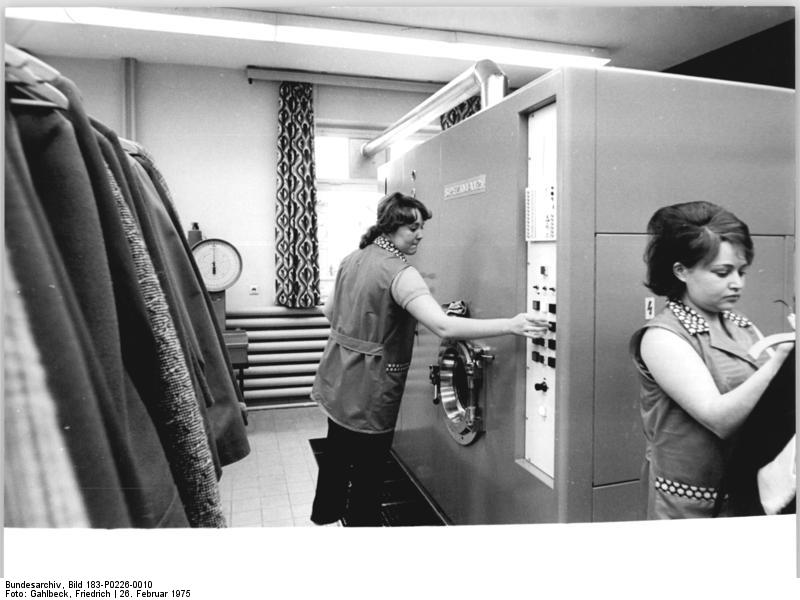
Chemische Reinigung in Dommitzsch, 1975

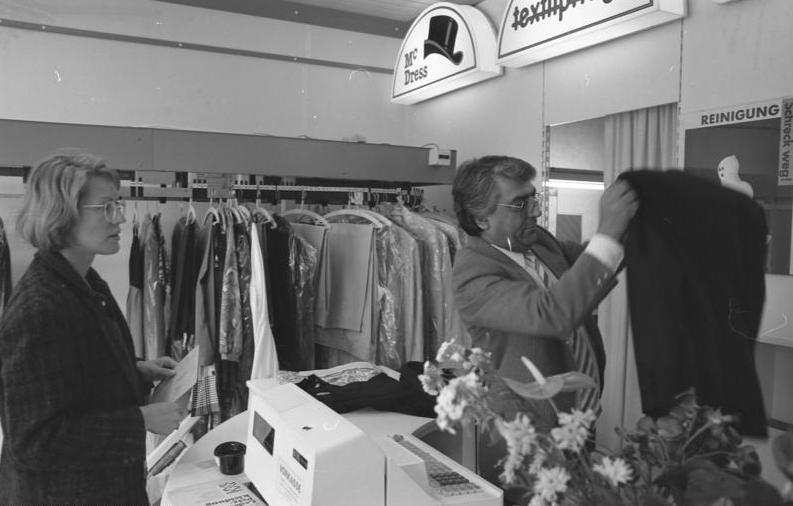
Ladengeschäft in Bonn, 1988

Als Erfinder der chemischen Reinigung gilt der französische Schneider Jean-Baptiste Jolly-Bellin, dem um 1850 versehentlich eine Spirituslampe auf ein Tischtuch gekippt sein soll. Danach soll er die saubereren Stellen auf dem Tuch erkannt haben. Allerdings sollen schon länger die reinigenden Fähigkeiten von Terpentinöl bekannt, jedoch nicht wirtschaftlich nutzbar gewesen sein. Erster deutscher Anbieter der Trockenreinigung war der Seidenfärber Wilhelm Spindler um 1870.
Das ursprünglich eingesetzte Terpentinöl war durch krebserregendes Benzol ersetzt worden. Ab Mitte des 19. Jahrhunderts ging man zum entzündlichen Benzin über. Mit dem Aufkommen der nichtbrennbaren Lösungsmittel wurde die Benzinreinigung durch Organochlorverbindungen (Trichlorethen (Tri), Tetrachlorethen) und auch Fluorchlorkohlenwasserstoffe (FCKW) verdrängt, die allerdings umwelt- und gesundheitsschädlich und bis auf Tetrachlorethen (PER) heutzutage verboten sind (2. Bundesimmissionsschutzverordnung bzw. in CH Chemikalien-Risikoreduktions-Verordnung); die Lösungsmittel werden im Kreislauf erneut eingesetzt. Seit Anfang der 1990er Jahre wird das sogenannte Kohlenwasserstoff-Lösungsmittel, ein Gemisch aus aliphatischen Kohlenwasserstoffen mit neun bis zwölf Kohlenstoffatomen (C9-C12 auch KWL genannt) verwendet, eine Handelsbezeichnung für dieses Reinigungsmittel ist Shellsol. Neuerdings werden auch Siloxane und spezielle Ester benutzt.
Seit dem Jahr 2006 wird auch überkritisches Kohlendioxid in kommerziellen Reinigungen für Privatkunden verwendet, die Anzahl der Annahmestellen war Ende des Jahres 2007 jedoch auf wenige Dutzend in ganz Deutschland begrenzt. Weil das Lösemittel Kohlendioxid eine deutlich umweltfreundlichere chemische Reinigung ermöglicht, gibt es dafür den Blauen Engel (Jury Umweltzeichen, RAL-UZ 126).
Wirtschafts- und rechtsgeschichtlich ist der Wirtschaftszweig der Chemischen Reinigung bemerkenswert, weil er als einer der ersten Wirtschaftszweige des Deutschen Reichs zusammen mit den Spediteuren und Banken schon um 1900 einheitliche Allgemeine Geschäftsbedingungen (AGB) entwickelt hat, d. h. das „Kleingedruckte“ auf der Rückseite der Einlieferungs- und Abholzettel, die man bei der Abgabe eines Kleidungsstückes zur Reinigung erhält. Die Entwicklung eigener AGB war um 1900 höchst modern und fortschrittlich. Die in den Chemischreinigungs-AGB traditionell geregelte Haftungsbeschränkung bei Verlust oder Beschädigung des Kleidungsstückes auf das 15-fache des Reinigungspreises hat seit 1900 zu vielen Gerichtsprozessen und -urteilen geführt, die in der juristischen Literatur behandelt sind. Als Konditionenkartell hat der Wirtschaftszweig und -verband der Chemischen Reinigung auch das Kartellrecht und die Kartellbehörden beschäftigt.

## Rechtliches
Für Arbeitnehmerschutz, Arbeitssicherheit und Gesundheitsvorsorge in den Betrieben ist die Berufsgenossenschaft Energie Textil Elektro Medienerzeugnisse (BG ETEM) zuständig.

## Sonstiges
- Weihnachtslied, chemisch gereinigt ist ein 1927 erschienenes Gedicht des deutschen Schriftstellers Erich Kästner
- In Österreich wird ein Unternehmen, das eine chemische Reinigung betreibt, häufig als Putzerei bezeichnet.